# BMW 531
La BMW 531 — parfois appelée BMW 331 — est le prototype d’une petite voiture de tourisme conçue par Fritz Fiedler en 1951 en tant que première voiture après la Seconde Guerre mondiale. Ce devait être la première voiture d’après-guerre de BMW.

## Histoire
Comme dans les premières années après la Première Guerre mondiale, Austin a fourni le modèle de la carrosserie et de la berline biplace. Les ailes incurvées avec phares intégrés et le couvercle de coffre rond rappellent la BMW 501 apparue plus tard. Après l’intervention du directeur Hanns Grewenig, cependant, la production en série a été rejetée car une petite voiture issue de la société BMW n’était pas considérée comme « digne » : 

« Les voitures BMW devraient être la carte de visite de la société allemande. »

— Hanns Grewenig, Der Spiegel
De plus, BMW n’aurait pas pu financer l’achat de plusieurs grosses presses à tôle afin de pouvoir produire les grandes quantités nécessaires à la rentabilité du projet.

## Technologie
Un moteur deux cylindres boxer refroidi par ventilateur monté à l’avant des motos BMW a été utilisé pour entraîner les roues arrière. La cylindrée était de 600 cm3, les performances sont inconnues. Les portes étaient articulées vers l’arrière et les fenêtres avant et arrière étaient chacune divisées par une étroite barre au milieu. En termes de dimensions, la voiture correspondait à peu près à la Fiat 500 Topolino contemporaine.

## Galerie

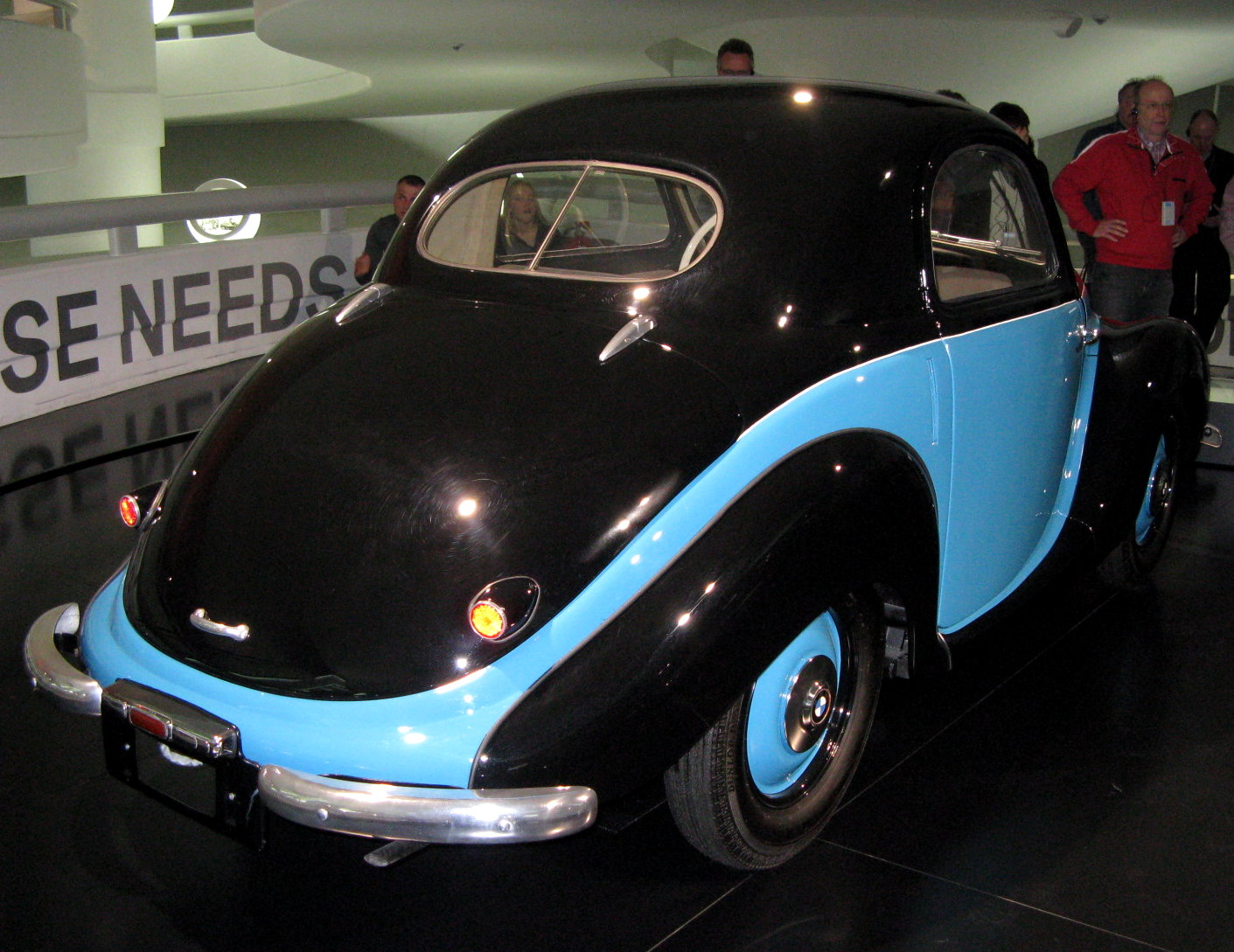
Arrière de la voiture.